# ثنائي كلورو الميثان
ثنائي كلورو الميثان أو كلوريد الميثيلين هو مركب كيميائي له الصيغة CH2Cl2 وهو سائل عديم اللون يتبخر بسهولة ليعطي غازا ساما ذو رائحة قوية نوعا ما وغير قابل للاشتعال، ويعتبر ثنائي الكلورو ميثان مذيب كميائي جيد لمختلف المركبات العضوية.

## الإنتاج
ويتم إنتاج ثنائي كلورو الميثان عن طريق تفاعل إما كلورو الميثان أو الميثان مع غاز الكلور في درجة الحرارة 400-500 درجة مئوية.
يقدر إنتاج الولايات المتحدة وأوروبا واليابان في عام 1993 من هذا المركب ب 400،000 طن 
CH4 + Cl2 → CH3Cl + HCl
CH3Cl + Cl2 → CH2Cl2 + HCl
CH2Cl2 + Cl2 → CHCl3 + HCl
CHCl3 + Cl2 → CCl4 + HCl
ينتج عن هذه العمليات 
خليط من الكلوروميثان وثنائي كلورو ميثان والكلوروفورم ورباعي كلوريد الكربون. يتم فصل هذه المركبات عن بعضها بطريقة التقطير.
أعد ثنائي كلورو الميثان لأول مرة في عام 1839 من قبل الكيميائي الفرنسي هنري فيكتور رينوليت [الإنجليزية] (1810-1878)، 
حيث فصله عن خليط (الكلوروميثان والكلور) بتعريض الخليط لأشعة الشمس.